# آنا لیسیانکایا
آنا لیسیانکایا (روسی: Анна Лисянская؛ ‏ ۱ نوامبر ۱۹۱۷ – ۲ دسامبر ۱۹۹۹) بازیگر اهل اوکراین بود.
از فیلم‌ها یا برنامه‌های تلویزیونی که وی در آن نقش داشته‌است، می‌توان به رنگین‌کمان، خانواده بزرگ، شب دوازدهم و لنین در لهستان اشاره کرد.